# بيت الجبلي (النادرة)

تعديل مصدري - تعديل

بيت الجبلي محلة تابعة لقرية الهجرة، التابعة لعزلة عمقة بمديرية النادرة إحدى مديريات محافظة إب في الجمهورية اليمنية، بلغ تعداد سكانها 84 حسب تعداد اليمن لعام 2004.